# Else-Marie Grönstedt
Else-Marie Ulrika Grönstedt, född Berg den 28 oktober 1944 i Stockholm, är en svensk advokat.

## Biografi
Else-Marie Grönstedt är dotter till ingenjör Knut Berg och Hjördis Berg, född Wiedling.
Efter juris kandidat-examen 1968 var hon biträdande jurist vid Ingrid Norlanders advokatbyrå under åren 1968-1974. Hon blev ledamot av Sveriges advokatsamfund år 1974 och startade då sin egen advokatbyrå Advokatfirman Grönstedt. I Sveriges advokatsamfund har hon haft uppdrag som suppleant i Sveriges Advokatsamfunds styrelse under åren 1979-1983. Hon har vidare varit både revisor och ledamot av rättshjälpsnämnden. Hon var också biträdande Notarius Publicus i Stockholm åt advokat Birgitta Alexandersson åren 1994-1999 samt Notarius Publicus i Stockholm från 1999.
Hon har under åren haft många uppmärksammande mål som målsägandebiträde för utsatta kvinnor.  Idag 2021 arbetar hon främst med ekonomisk familjerätt. 
Hon var under åren 1968-2001 gift med advokaten Bengt Grönstedt.